# Muzeum fantomów
Muzeum fantomów: przypadkowe wyprawy do medycznych zbiorów sir Henry'ego Wellcome'a (The Phantom Museum: Random Forays Into the Vaults of Sir Henry Wellcome's Medical Collection) – animacja braci Quay z 2003 roku.
Muzeum fantomów w oryginalnym zamyśle Wellcome Trust miało być instalacją video pokazywaną w ramach wystawy "Medicine Man: The Forgotten Museum of Henry Wellcome" w British Museum, która miała miejsce od czerwca do listopada 2003 roku. Wystawa była okazją, by zaprezentować szerszej publiczności co rzadsze eksponaty ze zbioru amerykańskiego pioniera farmacji, sir Henry'ego Wellcome'a (1853–1936), który zgromadził ponad 125,000 medycznych przyrządów, modeli, i innych niezwykłych przedmiotów związanych z historią medycyny.
11 minutowy film podzielony jest na dwie główne części: Wspinaczka do piwnicy (Ascent to the Basement) i Pamięci A.G. (In Memory of A.G.), i kilkanaście segmentów. Nakręcone na kolorowej taśmie ilustrują działanie poszczególnych eksponatów, nieraz wprawiane są w ruch (w charakterystyczny dla Quayów sposób), kiedy indziej ich działanie demonstruje kustosz w białych rękawiczkach (Stephen Quay). Na czarno białej taśmie 8 mm nakręcono kilka łączących scen w których kustosz (którego twarz nie jest widoczna) wędruje po muzeum i otwiera kolejne szuflady z eksponatami.
Pierwotnie bracia zamierzali użyć w filmie muzyki czeskiego kompozytora Zdenka Liški, jednak nie udało się wyjaśnić praw autorskich i ostatecznie muzykę napisał Gary Tarn.